# Kłobuk
Kłobuk ist der Name eines Kobolds, dessen Geschichten im südlichen Ermland (Powiat Olsztyński in der polnischen Woiwodschaft Ermland-Masuren) erzählt werden. Es handelt sich um einen Geist, der in Gestalt eines gefiederten Wesens, einer Katze oder als Mensch auftritt. Er verschafft sich Zugang zu den Häusern der Bauern und verlangt Speise und Obdach. Er möchte dann unter dem Dach sein Bettchen und ein Frühstück in Form von Spiegelei und Speck, das auf dem Kachelofen serviert werden soll. Obwohl er als lästig beschrieben wird, bringt er dem Haushalt Glück und Wohlstand, oftmals indem er die Nachbarn des Besitzers bestiehlt. Wird der Kobold schlecht behandelt und verlässt er das Haus, brennt er es nieder oder nimmt Glück und Wohlstand mit. Wer keinen Kłobuk haben will, legt einen geweihten Gegenstand unter die Türschwelle und hält das Haus geschlossen. Wer dagegen einen Kłobuk heraufbeschwören will, muss ein totgeborenes und ungetauftes Kind vor seinem Haus begraben. Nach sieben Tagen (je nach Quelle auch Monaten oder Jahren) wird dieses zum Kłobuk. Die Geschichten wurden im süderländischen polnischen Dialekt überliefert und heute ins Hochpolnisch übertragen und kindgerecht neu erzählt.
Der Kobold ist in der Woiwodschaft Ermland-Masuren sehr populär geworden, weshalb er auch touristisch vermarktet wird.
In Masuren ist der Kobold unter dem Namen Kołbuk bekannt.